# Jean-Marc Martinez
Pour les articles homonymes, voir Martinez.
Jean-Marc Martinez, né le 19 janvier 1956 à Relizane, est un joueur et entraîneur de football français. .

## Biographie
Milieu de terrain, il joue pour le FC Martigues, l'Olympique de Marseille, l'Olympique lyonnais et l'ES Fos.
Il devient ensuite entraîneur des jeunes d'Al Ain Club (de 2002 à 2004), du Koweït (de 2004 à 2008), d'Al-Arabi SC (de 2008 à 2009) et d'Al Sadd (de 2009 à 2010). En 2011, il prend les rênes de l'équipe de football de Saclay. Il laisse sa place en 2019 à la suite de la crise du covid-19.
Il est maintenant entraîneur des ajoncs d'or de malguénac (district 1) 2023 à maintenant. 

## Palmarès
- Vainqueur de la Coupe de France de football 1975-1976 avec l'Olympique de Marseille.
- Vainqueur de la Coupe d'Essonne en 2015 avec Saclay.